# Lou Engle

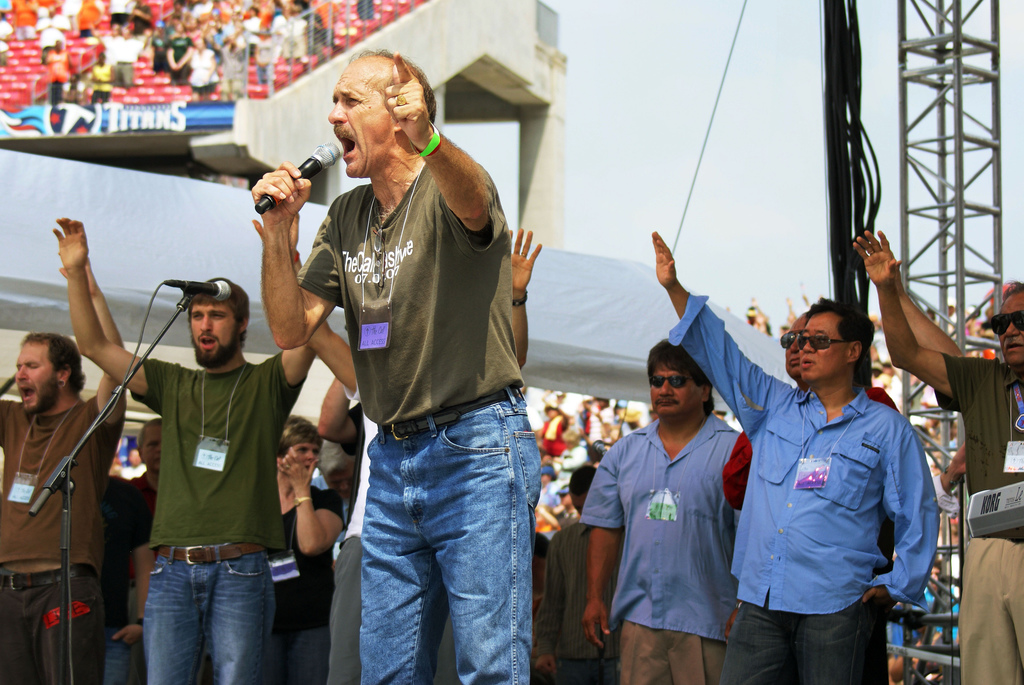
Lou Engle vid The Call i Nashville

Lou Engle är en amerikansk evangelikal ledare. Han är mest känd för att ha startat The Call, som har samlat nära 100.000 deltagare till bön. Han är även ledare i International House of Prayer i Kansas City men har även startat en egen organisation Justice House of Prayer, populärt kallat JHOP. Engle bor i Kansas City.
Engle började organisera de stora bönemöterna The Call 2000. Storleken på dessa evenemang och hans politiska åsikter har gjort honom till en stark profil inom den kristna högern i USA. Det finns de som betecknat honom som "republikanernas inofficiella ledare".